# Gilbertstraße (Trier)
Die Gilbertstraße ist eine Straße im Trierer Stadtteil Süd. Sie verläuft zwischen Saarstraße und St.-Barbara-Ufer, mündet jedoch nicht in die Uferstraße, sondern endet in einem Wendehammer. Die Straße ist zwischen Eberhardstraße und Friedrich-Wilhelm-Straße Einbahnstraße. Ein Großteil der Straße, insbesondere der südliche Teil, ist gepflastert.

## Geschichte
Die Straße ist nach dem Wirt Franz Gilbert vom „Goldenen Brunnen“ benannt, der 1819 in dieser Straße ein Café errichtete, das bis 1843 bestand. Der obere Straßenteil hieß früher „Budengasse“, der südliche „Pfeifengässchen“.

## Kulturdenkmäler

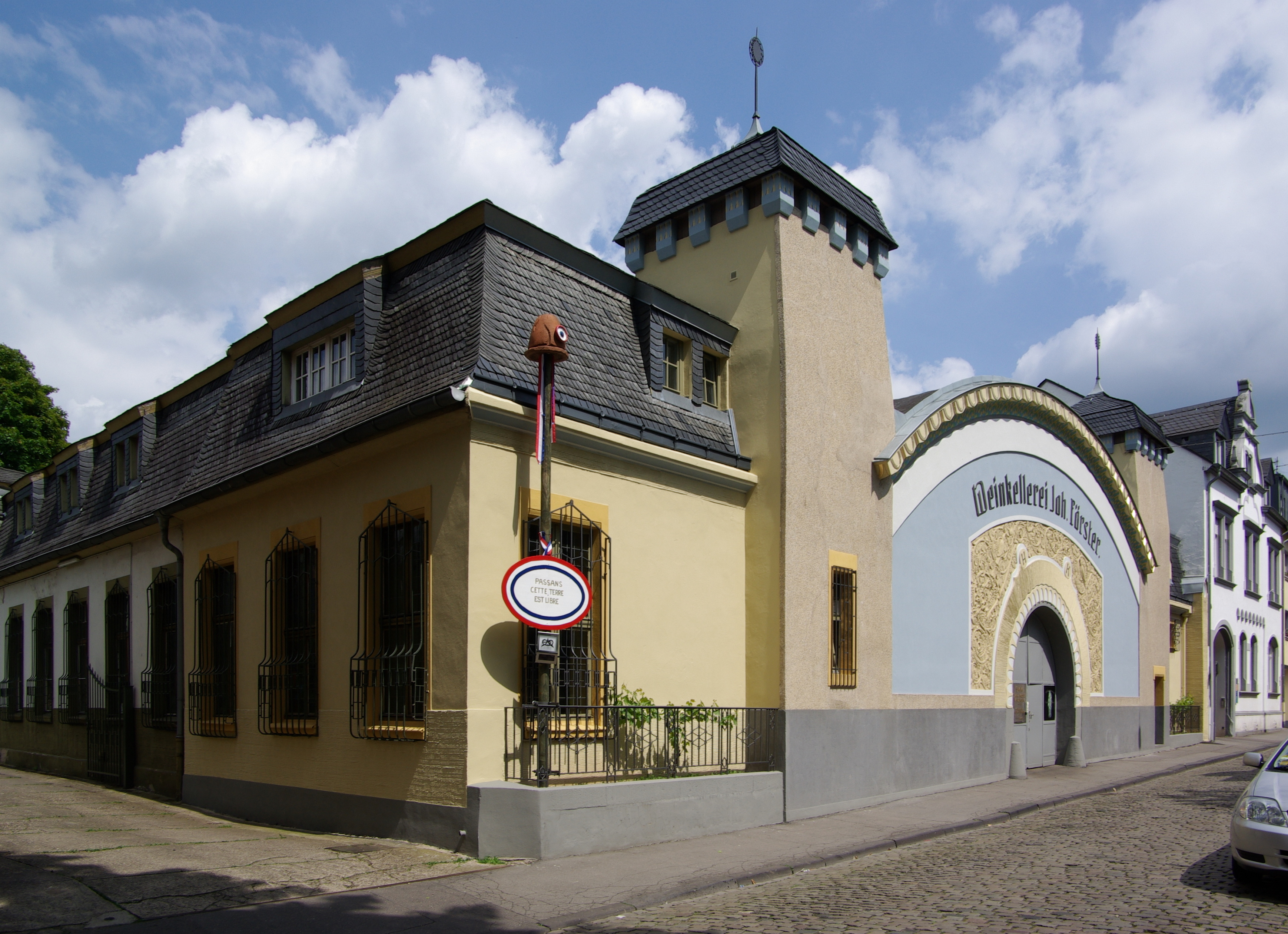
Weinkellerei in der Gilbertstrasse 34

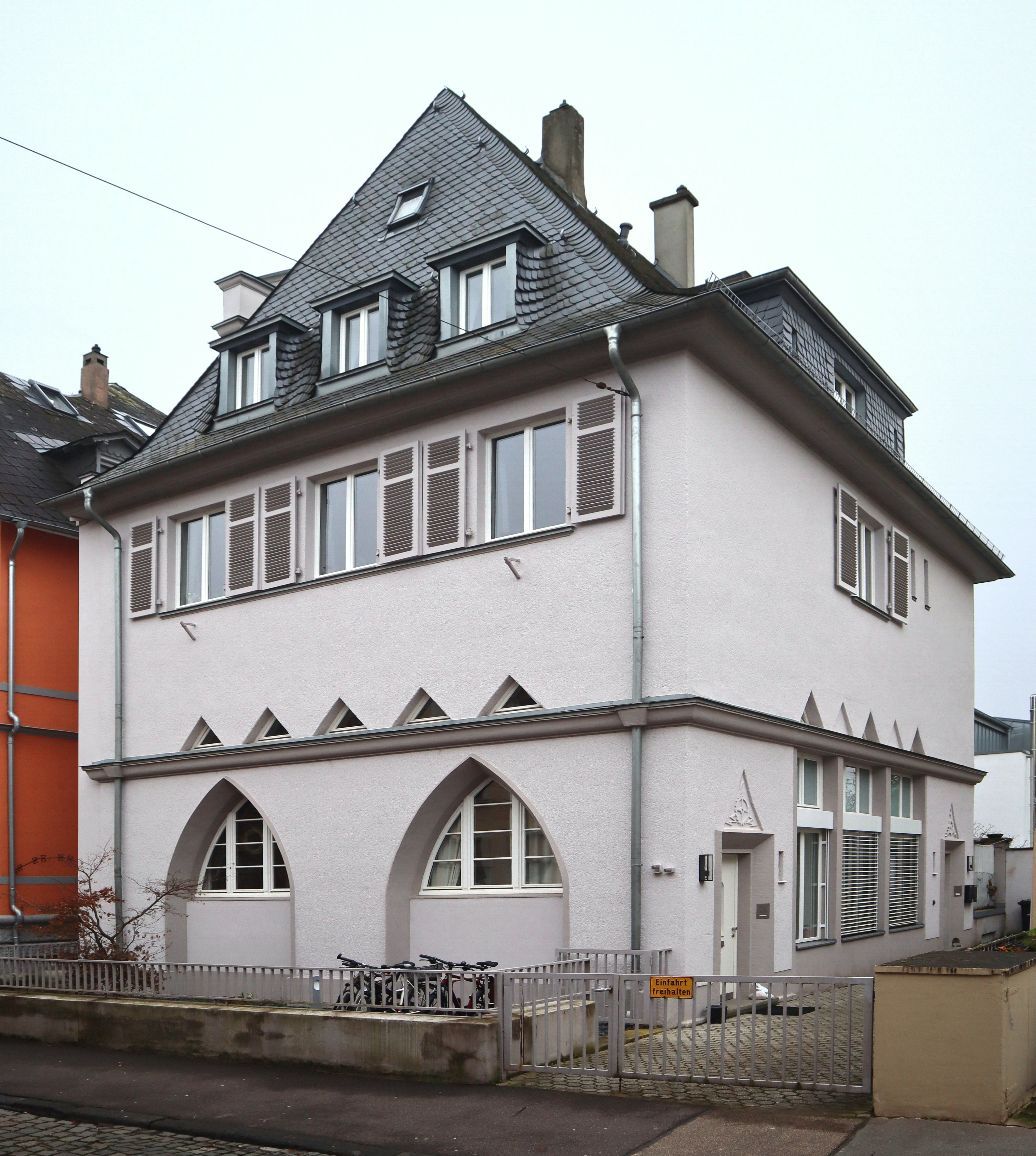
Gleichrichterwerk Löwenbrücken (1926)

In der Gilbertstraße befinden sich verschiedene bedeutende historische Kulturdenkmäler.
Es sticht vor allem die Weinkellerei (Hausnummer 34) hervor. Der Grundstein wurde 1905 durch den Weingutsbesitzer H. Kunz gelegt. Doch spätestens kurz nach dem Bau ging das Gebäude an Johann Förster über. Das Bauwerk ist komplett in Eisenbeton ausgeführt. Mit dem Bau war die Bauunternehmung Carl Brandt in Düsseldorf beauftragt, die nach den Plänen des Aachener Architekturprofessors Carl Sieben arbeitete. Über dem zweigeschossigen Keller erhebt sich auf einer Fläche von 41,50 m × 30,00 m eine dreischiffige Halle aus breitem Mittelschiff und schmaleren, kleineren Seitenschiffen. Das mittlere und rechte Seitenschiff dienen ungeteilt als Lagerraum, während das linke Seitenschiff Nebenräume wie Probierstube, Waschraum, Klosett, Zimmer des Chefs, Büro, Waschraum und Kleiderablage, Aborte und Treppenhaus zum Mansarddach und dahinter einen Packraum aufnimmt. Die Straßenfassade fällt durch ihre eigenwillige Gestaltung völlig aus der sonst kleinteiligen Häuserzeile heraus: Zwei klotzige, pylonartige Türme verstreben sich optisch über dem segmentbogigen Tonnendach des Mittelschiffs und die niedrigen Seitenschiffe mit ihren verschieferten Mansarddächern treten leicht hinter die bombastische Konstruktion zurück. Am Bauwerk befinden sich auch Jugendstil-Ornamente. Die weitere Fassade ist mit historistischen Elementen verziert und soll an den Stil klassizistischer Kaufmannshäuser erinnern.
In der Gilbertstraße 9 A befindet sich das Gleichrichterwerk Löwenbrücken, das 1926 für die Elektrizitätswerke und die Straßenbahn der Stadt Trier nach Plänen des Architekten Franz W. Kuhn erbaut wurde.
An der Ecke zur Weidengasse liegt der Jüdische Friedhof Trier, auf dem ein alter Walnussbaum steht.

## Abgegangene Bauwerke
Früher stand an der Gilbertstraße auch das sogenannte Kaffeehaus Gilbertstraße aus dem Jahr 1820, das später abgebrochen wurde. Zum Kaffeehaus gehörte der sogenannte Gilberts Garten.